# 니시오지촌
니시오지촌(西大路村)은 시가현 가모군에 있던 촌이다.

## 역사
- 1889년 4월 1일 - 정촌제 시행에 의해 가모군 니시오지촌이 성립하였다.
- 1955년 3월 16일 - 구 히노정, 미나미히쓰사촌, 기타히쓰사촌, 가이가케촌, 기타히쓰사촌, 히가시사쿠라다니촌, 니시사쿠라다니촌과 합병해 새로운 히노정이 성립하여, 동일 니시오지촌은 폐지되었다.

## 참고문헌
- 角川日本地名大辞典 25 滋賀県